# La paix soit avec vous
Vous pouvez partager vos connaissances en l’améliorant (comment ?) selon les recommandations des projets correspondants.
La paix soit avec vous (en russe : Добро вам) est un récit du voyage en Arménie, en 1961, de l'écrivain russe Vassili Grossman. Il est publié en russe en 1967 et édité en français en 2021, selon la traduction du russe réalisée en 1989 par Nilima Changkakoti et accompagné de la préface de Shimon Markish, datée de 1988.

## Histoire de l'édition
Après la saisie du manuscrit de Vie et destin par le KGB, en 1962, Grossman est ignoré dans les cercles littéraires en Russie. Il est moralement déprimé et publiera peu jusqu'à sa mort en 1964.
En 1962-1963, il écrit La paix soit avec vous. Ce sont des notes de son journal de voyage en Arménie réalisé à l'automne 1961 pour se distraire de la saisie de Vie et destin et pour traduire et mettre en forme russe le roman de l'écrivain arménien Ratchia Kotchar. La critique a classé le récit de Grossman comme une histoire lyrique, une confession. Son texte a plu aux éditeurs de la revue du Novy Mir qui souhaitaient le faire paraître. Mais la censure veille et exige la suppression du paragraphe dans lequel l'auteur remercie les paysans arméniens qui ont exprimé leur sympathie pour les Juifs assassinés par les fascistes. Grossmann refuse de supprimer ces lignes et la publication n'a pas lieu. Après la mort de l'écrivain, la revue l'Arménie littéraire le fait paraître en 1965, laissant subsister le paragraphe si cher à son auteur, mais en censurant d'autres notes.
Le texte complet ne vit le jour en russe qu'en 1980. Pour la critique, c'était plus un hommage à la mémoire de Grossman qu'un évènement littéraire et social. Mais en même temps, lui sont attribuées des notes élevées du fait de l'originalité de son style, et du fait que son contenu philosophique est étroitement lié à ses œuvres littéraires importantes qui ont précédé.

## Critique
Selon le critique littéraire russe D. Kling, La paix soit avec vous s'inscrit dans un genre littéraire spécial d'œuvres d'auteurs russes sur le thème de l'Arménie : le  Voyage en Arménie d' Mandelstam ou Un Russe en Arménie d'Andreï Bitov. Comme ces auteurs, Grossman a tiré des réalités de ce pays exotique, des leçons de vie et de morale utiles à l'homme russe. Comme eux, il est motivé par le désir de connaître l'âme du peuple arménien, son histoire ancienne et tragique.
Le poète Semion Lipkine, ami proche de Grossman, qui assura la garde du seul manuscrit dactylographié subsistant après les perquisitions du KGB, voit dans La paix soit avec vous une forme de narration complètement différente de celle des toutes les autres œuvres de l'écrivain. Son intellectualité y est teintée par le lyrisme du récit. Les problèmes aigus de son temps que Grossman soulève (évaluation du stalinisme, liberté humaine et nationale) sont traités d'une manière tout à fait nouvelle et différente, qui lui permet d'établir une relation particulière avec le lecteur et de montrer sa perception du monde sous un angle nouveau. Dans ses ouvrages antérieurs, le récit est mené à la troisième personne et la voix de l'auteur ressort des raisonnements exécutés de manière journalistique stricte. À défaut, l'énormité des faits qui sont rapportés sur la guerre ne laisserait place qu'à des cris, la passion prenant le dessus sur la raison.
Dans La Paix, Grossman choisit une forme de narration lyrique qui lui permet de transmettre ses propres sensations et sa vision du monde. Le récit devient auto-biographique et la personnalité de l'auteur devient un des sujets de l'intrigue au milieu de ses notes de voyage.
Deux plans narratifs coexistent de ce fait dans l'histoire : l'intrigue extérieure, le voyage en Arménie, et l'intrigue intérieure, la pensée de l'auteur. Leur alternance crée le rythme lyrico-philosophique interne du récit . Pour le critique A. Botcharov, le tissu de l'œuvre ne se décompose pas pour autant en paroles et en analyses. Les transitions du récit de voyage aux raisonnements sur des sujets d'actualité se passent tout en douceur, imperceptiblement. Cela permet à Grossman de créer une image unique et étonnamment poétique du monde de l'Arménie et en même temps de s'exprimer lui-même sur ses pensées philosophiques et sociales.

## Éditions
Édition française
- Vassili Grossman (trad. Nilima Changkakoti (1989), préf. Shimon Markish), La paix soit avec vous : Notes de voyage en Arménie, Ginkgo, coll. « Petite bibliothèque slave », 2021 (ISBN 978-284679463-3)